# Reugny (Allier)
Reugny ist ein Ort und eine aus diesem, mehreren Weilern (hameaux) und Einzelgehöften bestehende französische Gemeinde mit 262 Einwohnern (Stand: 1. Januar 2022) im Département Allier im Nordwesten der Region Auvergne-Rhône-Alpes nahe der Grenze zwischen den historischen Provinzen Berry und Bourbonnais.

## Geographie

### Lage
Der Ort Reugny liegt knapp 15 Kilometer nördlich von Montluçon auf dem Ostufer des Cher in einer Höhe von etwa 200 m.

### Klima
Das Klima ist gemäßigt und wird gleichermaßen vom Atlantik wie von den Bergen des Zentralmassivs beeinflusst; Regen fällt übers ganze Jahr verteilt.

### Gemeindegliederung
Zu Reugny gehören auch die Weiler (hameaux) Varigny, La Prugne und La Maison Neuve.

## Geschichte
Die Region um Montluçon spielte schon in römischer und fränkischer Zeit eine Rolle in der französischen Geschichte. Um das Jahr 1000 wurde die Region mit dem Bourbonnais vereinigt. Im 12. Jahrhundert entstand das Priorat Notre-Dame; der Ort Reugny dürfte sich später entwickelt haben.

### Bevölkerungsentwicklung
Der leichte, aber kontinuierliche Bevölkerungsrückgang in der ersten Hälfte des 20. Jahrhunderts ist im Wesentlichen auf die Reblauskrise und die zunehmende Mechanisierung der Landwirtschaft sowie den damit einhergehenden Verlust an Arbeitsplätzen zurückzuführen.
| Jahr      | 1800 | 1851 | 1901 | 1954 | 1999 | 2018 |
| Einwohner | 237  | 321  | 347  | 291  | 272  | 250  |

## Wirtschaft
Die Bewohner der Gemeinde lebten jahrhundertelang als Selbstversorger von den Erträgen ihrer Felder und Gärten; daneben wurden auch Viehzucht und ein wenig Weinbau betrieben. Im Ort selbst siedelten Handwerker, Kleinhändler und Dienstleister. Auch heute noch spielt die Landwirtschaft die dominante Rolle im Wirtschaftsleben der Gemeinde. Seit den 1960er Jahren werden einige der leerstehenden Häuser als Ferienwohnungen (gîtes) genutzt.

## Sehenswürdigkeiten
- Die Pfarrkirche Saint-Martin wird in ihren Ursprüngen dem 11. Jahrhundert zugeordnet; allerdings wurde sie später wiederholt verändert. Das Kirchenschiff ist noch romanisch, die heutige Apsis stammt aus dem 13. Jahrhundert. Das Innere der Kirche birgt eine Pietà aus dem 15. Jahrhundert.

Umgebung
- Das circa einen Kilometer südlich des Ortes gelegene ehemalige Priorat Notre-Dame war eine Gründung der Benediktinerabtei Saint-Cyran in der Brenne und entstand vom 12. bis 14. Jahrhundert. Erhalten sind die aus Bruchsteinen gemauerte und mit Hausteinen verstärkte Kapelle sowie einige Bauten der ehemaligen Befestigung. Bereits im 17. Jahrhundert scheint das Priorat aufgelöst worden zu sein; die Gebäude wurden Wirtschaftszwecken zugeführt. Seit dem Jahr 1989 ist der Komplex als Monument historique anerkannt.[5]